# Changas de Naranjito
Changas de Naranjito est un club portoricain de volley-ball fondé en 2014 et basé à Naranjito, évoluant pour la saison 2020 en LVSF.

## Palmarès
- Championnat de Porto Rico
  - Finaliste : 2019.

## Effectifs

### Saison 2020
| No                          | Nom                         | Date de naissance           | Taille                         | Poids                          | Poste                          |
| --------------------------- | --------------------------- | --------------------------- | ------------------------------ | ------------------------------ | ------------------------------ |
| 1                           | Kiaraliz Pérez              | 10 mai 2002                 | 183                            |                                | Libero                         |
| 4                           | Jennymar Santiago           | 28 juillet 1994             | 190                            | 69                             | Passeuse                       |
| 5                           | Andrea Rangel               | 19 mai 1993                 | 180                            | 57                             | Attaquante                     |
| 6                           | Mariel Medina               | 6 septembre 1988            | 172                            | 62                             | Passeuse                       |
| 7                           | Nelmarie Cruz               | 3 juin 1996                 | 183                            | 66                             | Réceptionneuse-attaquante      |
| 9                           | MacKenzi Welsh              | 19 février 1998             | 185                            | 70                             | Passeuse                       |
| 8                           | Paola Rojas                 | 26 janvier 1996             | 185                            | 74                             | Centrale                       |
| 11                          | Legna Hernández             | 18 juillet 1991             | 178                            | 66                             | Réceptionneuse-attaquante      |
| 12                          | Jenselyn Morales            | 7 juin 1999                 | 183                            | 63                             | Centrale                       |
| 14                          | Dianise Rodríguez           | 14 juin 1995                | 174                            | 50                             | Réceptionneuse-attaquante      |
| 17                          | Noami Santos                | 29 novembre 1993            | 192                            | 63                             | Réceptionneuse-attaquante      |
| 18                          | Nomaris Vélez               | 11 juin 1993                | 178                            | 70                             | Libero                         |
|                             |                             |                             |                                |                                |                                |
| Encadrement technique       | Encadrement technique       |                             | Légende                        | Légende                        | Légende                        |
| Entraîneur : Jamille Torres | Entraîneur : Jamille Torres | Entraîneur : Jamille Torres | : Capitaine                    | : Capitaine                    | : Capitaine                    |
| Entraîneur(s) adjoint(s) :  | Entraîneur(s) adjoint(s) :  | Entraîneur(s) adjoint(s) :  | : Joueuse blessée actuellement | : Joueuse blessée actuellement | : Joueuse blessée actuellement |